# Kotlandi
Kotlandi – wieś w Estonii, w prowincji Sarema, w gminie Lääne-Saare.